# Olivia Elander
Karin Kristina Olivia Elander, född den 2 april 1987, är en svensk journalist och programledare på SVT.
Olivia Elander är utbildad journalist vid Stockholms universitet mellan 2013 och 2016. Sedan examen har hon arbetat som reporter och nyhetsprogramledare på bland annat Aftonbladet, TV4 och SVT. Sedan november 2024 arbetar hon på SVT som programledare på Morgonstudion och som nyhetsankare på Rapport.